# リチャード・クロムウェル
リチャード・クロムウェル（Richard Cromwell, 1626年10月4日 - 1712年7月12日）は、イングランドの政治家、護国卿（在任：1658年 - 1659年）。清教徒革命の指導者で革命後にイングランド共和国の護国卿となったオリバー・クロムウェルと、エリザベス・バウチャー夫妻（5男4女あり）の三男。ヘンリー・クロムウェルの兄。

## 生涯
1647年5月、リンカーン法曹院に入ったが、法曹院を出た後は郷里でジェントリとして暮らしていた。
20歳代の1654年から第一回護国卿議会でハンティンドン選挙区選出の議員となって父を補佐し、翌1655年には貿易評議委員に任命、1657年には第二回護国卿議会のケンブリッジ大学選挙区選出の議員とオックスフォード大学学長を兼任している。
1658年に死去した父の後を継いで第2代護国卿となったが、父ほどの器量や才能がなく、軍人としての経歴もないためニューモデル軍に背かれたことが政権を不安定にした。
1659年1月27日に第三回護国卿議会を召集し支持勢力を当てにしたが、議会の共和主義勢力と組んだ軍から解散要求を出され、圧力に屈し4月22日に議会を解散した。そして5月7日に軍が共和派と結託しランプ議会を復活させた後、リチャードは政権存続を諦め就任から8ヶ月経った5月25日で護国卿辞任を余儀なくされた。父の晩年から共和政（事実上のオリバー個人独裁）は崩壊しつつあったが、若年かつ凡庸なリチャードが後を継いだことは、クロムウェル政権の崩壊をより促進させる結果となった。

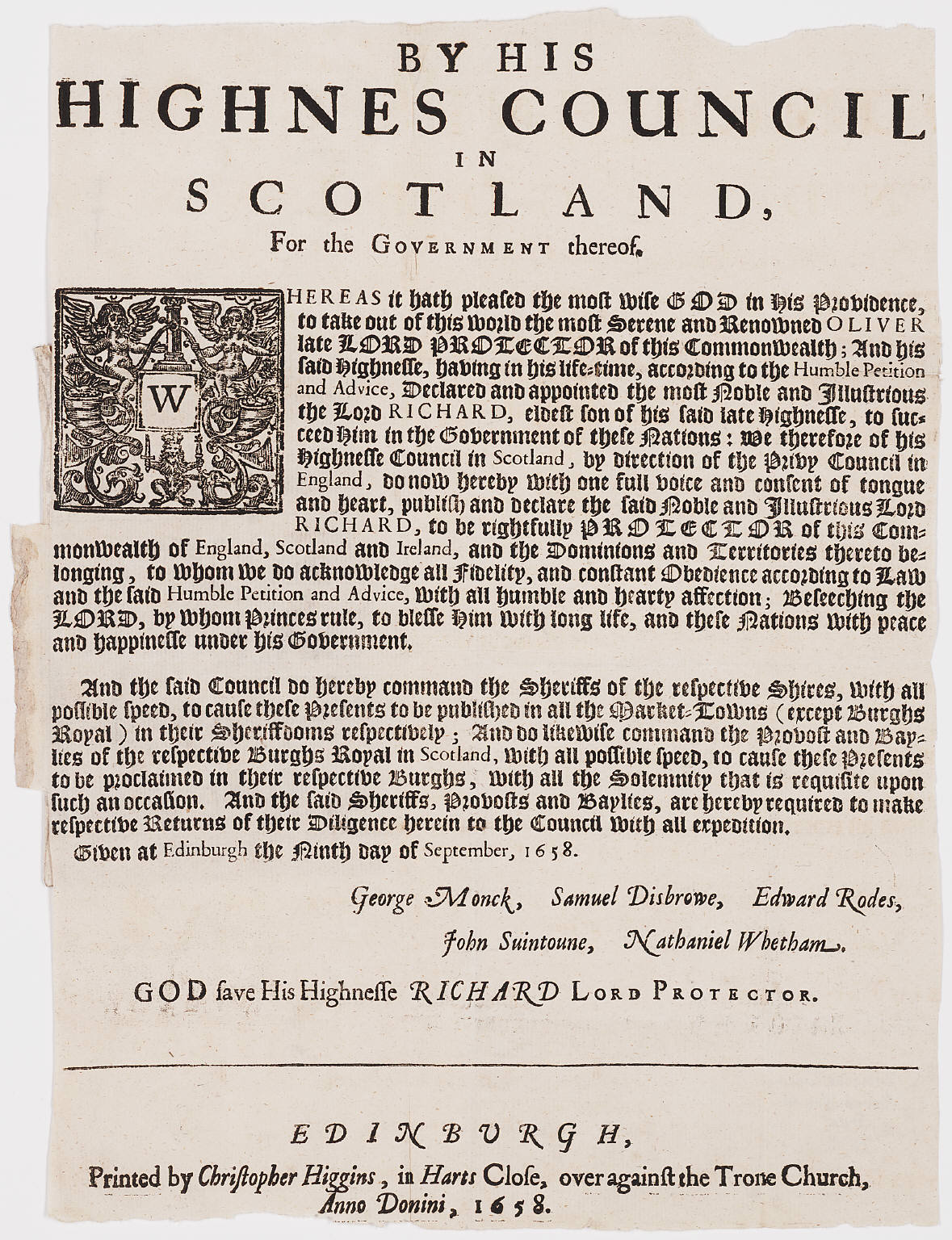
オリバー・クロムウェルの死とリチャードの継承に関する布告。スコットランドでの出版物、1658年。

辞任後は父の部下チャールズ・フリートウッド、ジョン・ランバートと議会が争ったが、やがて彼らを排除したジョージ・マンクがチャールズ2世をイングランドに迎え入れ1660年に王政復古を実現させると、報復を恐れて同年7月に妻子を残してフランス王国に亡命する。以降妻が死去するまで会うことはなかった。それ以後は名前を変えてパリで過ごしていたが、1680年/1681年頃にイングランドに帰国して、ハートフォードシャーのチェザントにいた知人トマス・ペンジェリーの邸宅に身を寄せ、政界に関わらず余生を送った。
1712年7月12日、満85歳で死去した。遺体は妻の故郷であるハーズリーにある教会に葬られた。イングランドの指導者としての地位は1年も続かなかったが、2012年にエリザベス2世が国王在位のまま86歳を迎えるまで、英国史上もっとも長命だった統治者である。

## 子女
1649年、ハンプシャーのジェントリの1人であるリチャード・メジャーの娘ドロシー・メジャーと結婚した。1650年代に9人の子供を儲け、うち5人が成人した。しかし、誰も子供を儲けることがなかったので子孫はいない。
- エリザベス（1650年 - 1731年）
- エドワード（1644年 - 1688年）
- アン（1651年 - 1652年）
- メアリー（1654年）
- オリバー（1656年 - 1705年）
- ドロシー（1657年 - 1658年）
- アンナ（1659年 - 1727年）
- ドロシー（1660年 - 1681年）
- エディス（1660年 - 1694年）

## エピソード
- フランス亡命中、一度コンティ公アルマン・ド・ブルボンと食事する機会があったが、アルマンはクロムウェルをただの旅行中のイングランド人と勘違いして、彼の目の前で父のオリバー・クロムウェルを持ち上げ、子のリチャード・クロムウェルをこき下ろした[11]。